# Monteils, Aveyron
Monteils är en kommun i departementet Aveyron i regionen Occitanien i södra Frankrike. Kommunen ligger  i kantonen Najac som ligger i arrondissementet Villefranche-de-Rouergue. År 2022 hade Monteils 469 invånare.

## Befolkningsutveckling
Antalet invånare i kommunen Monteils
Referens: INSEE